# نبتة الكيف
الكيف (من اللغة العربية المغربية الكيف، "البهجة واللذة")، والمعروفة أيضًا باسم "المسحوق' و"الأصلي" و تعرف أيضًا ببلورات القنب وسط أسماء أخرى، تشير إلى المجموعة النقية والنظيفة من "الترخوم" ثلاثي القنب الحرة والتي يتم تراكمها من خلال غربلة زهور القنب أو البراعم بشاشة شبكية أو غربال. وكمثل بعض مركزات القنب الأخرى، يحتوي على تركيز عالي من رباعي هيدروكانابينول وغيره من القنب ذو التأثير النشط مقارنة بزهرة القنب التي اشتق منها. نظرًا لاحتوائه على مستوى أعلى من رباعي هيدروكانابينول، يختار العديد من المستهلكين إضافة الكيف المجموع إلى القنب الخاص بهم للحصول على «ارتفاع» أكثر كثافة ؛ على نفس المنوال، قد يؤدي هذا التحضير إلى مستويات غير مرحب بها من التسمم.

## استخدام الكيف
تقليديا، قد يتم ضغط الكيف في كعك الحشيش للراحة في التخزين، على الرغم من أنه يمكن تبخيره أو تدخينه في أي من الشكلين. وبعد جمع الكيف يتم تسخينه وضغطه، مما يؤدي إلى الحشيش.
في المغرب، يشير الكيف أيضًا إلى مزيج تقليدي من القنب المفروم ناعماً والتبغ الأصلي، والذي يختلف بشكل واضح عن مسحوق الترخوم. عادة ما يتم تدخينه في أنبوب طويل يسمى السبسي.
في بلدان أخرى، مثل الولايات المتحدة وأوروبا الغربية، يستخدم الكيف لصنع المنتجات عن طريق الحقن. بعض الأمثلة هي البسكويت المخبوز( الكوكيز) أوالكعك أو الأطعمة الأخرى.  ومع ذلك، نظرًا لفاعليته، يستهلك بعض المستخدمين كمية صغيرة فقط من الكيف من أجل الحد من آثاره.

## معرض الصور

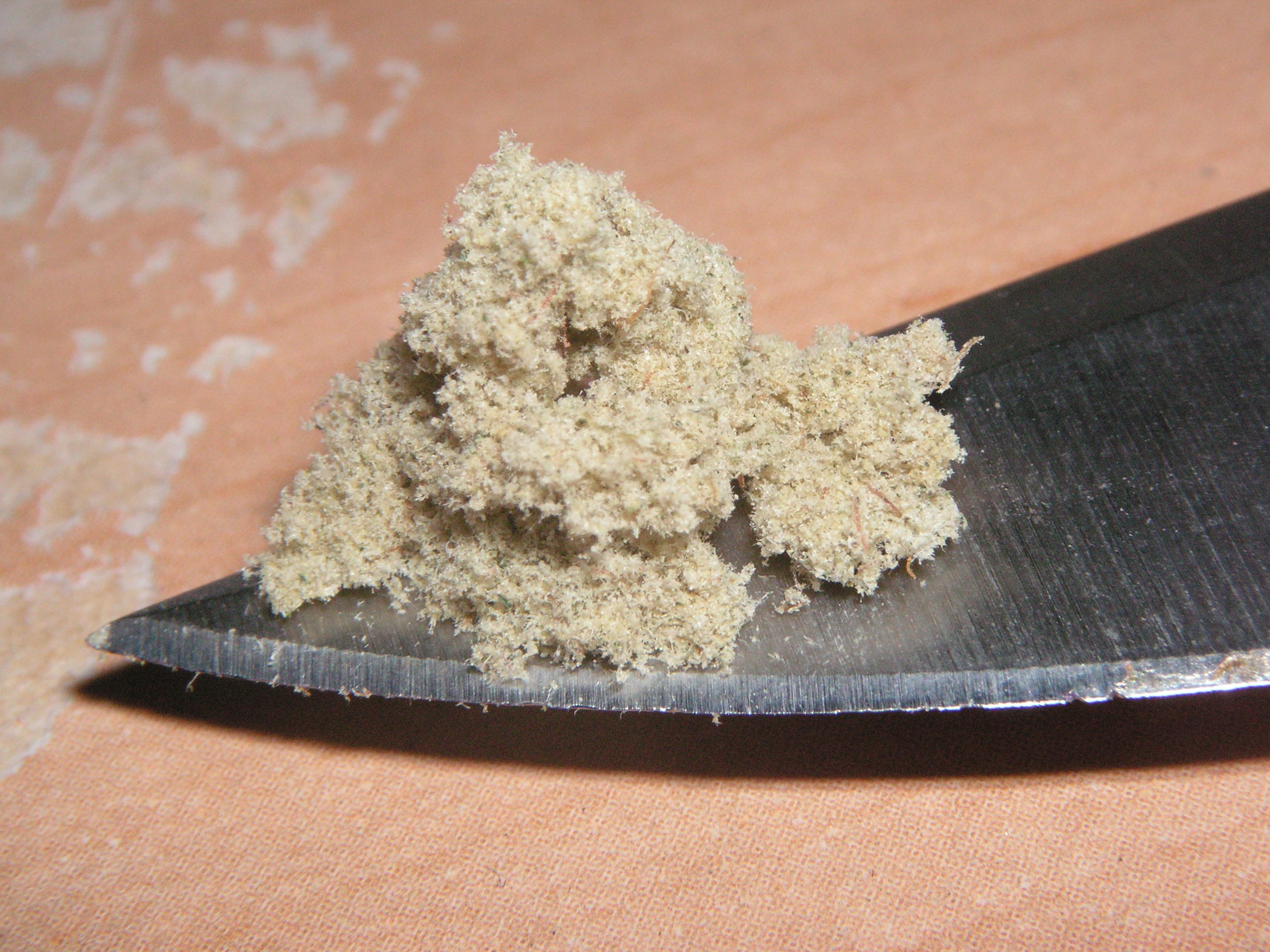
Kief collected from a grinder with a screen
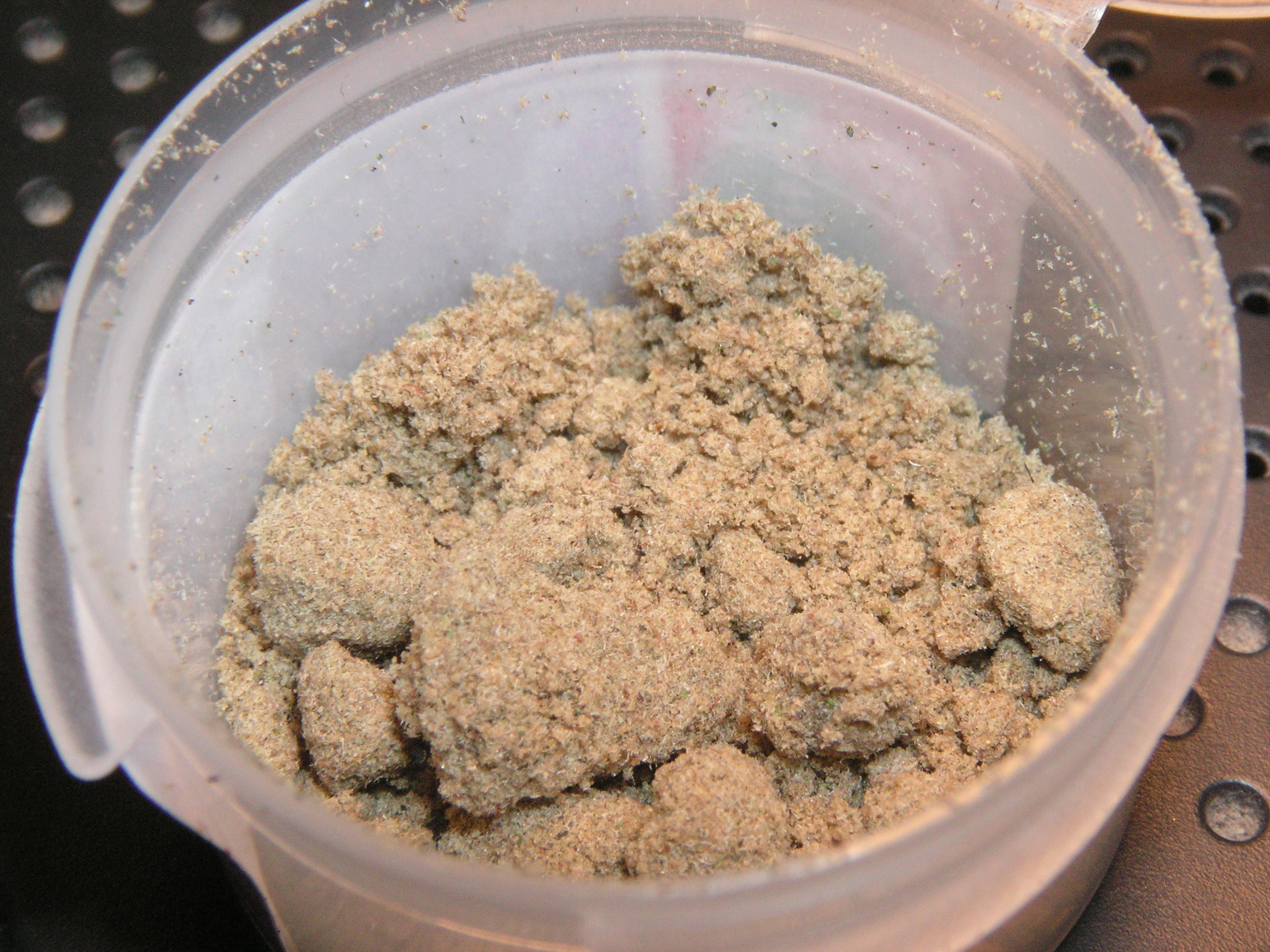
Kief collected from a sieve
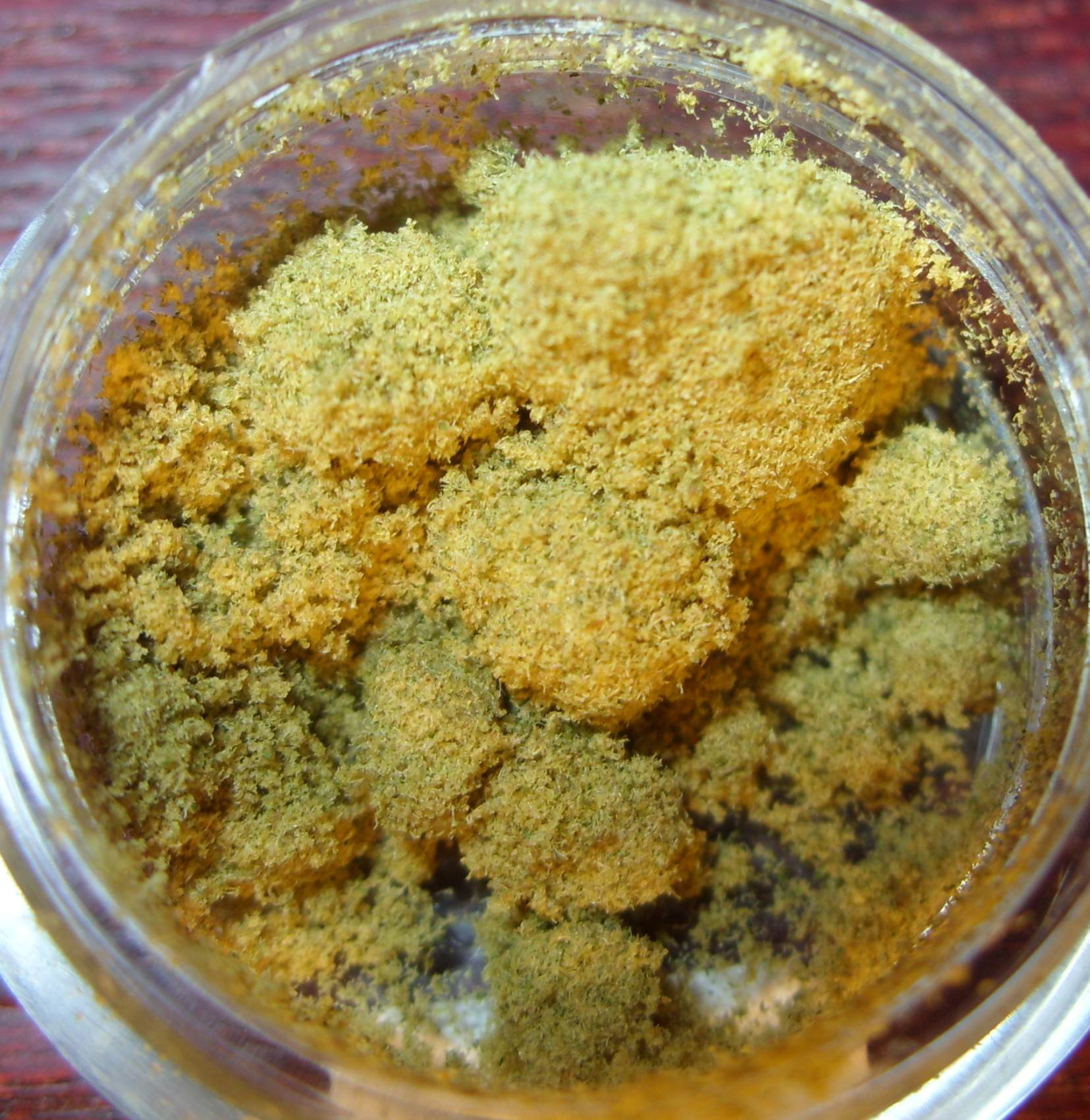
Approximately one gram of screen-sifted cannabis trichomes, commonly referred to as kief
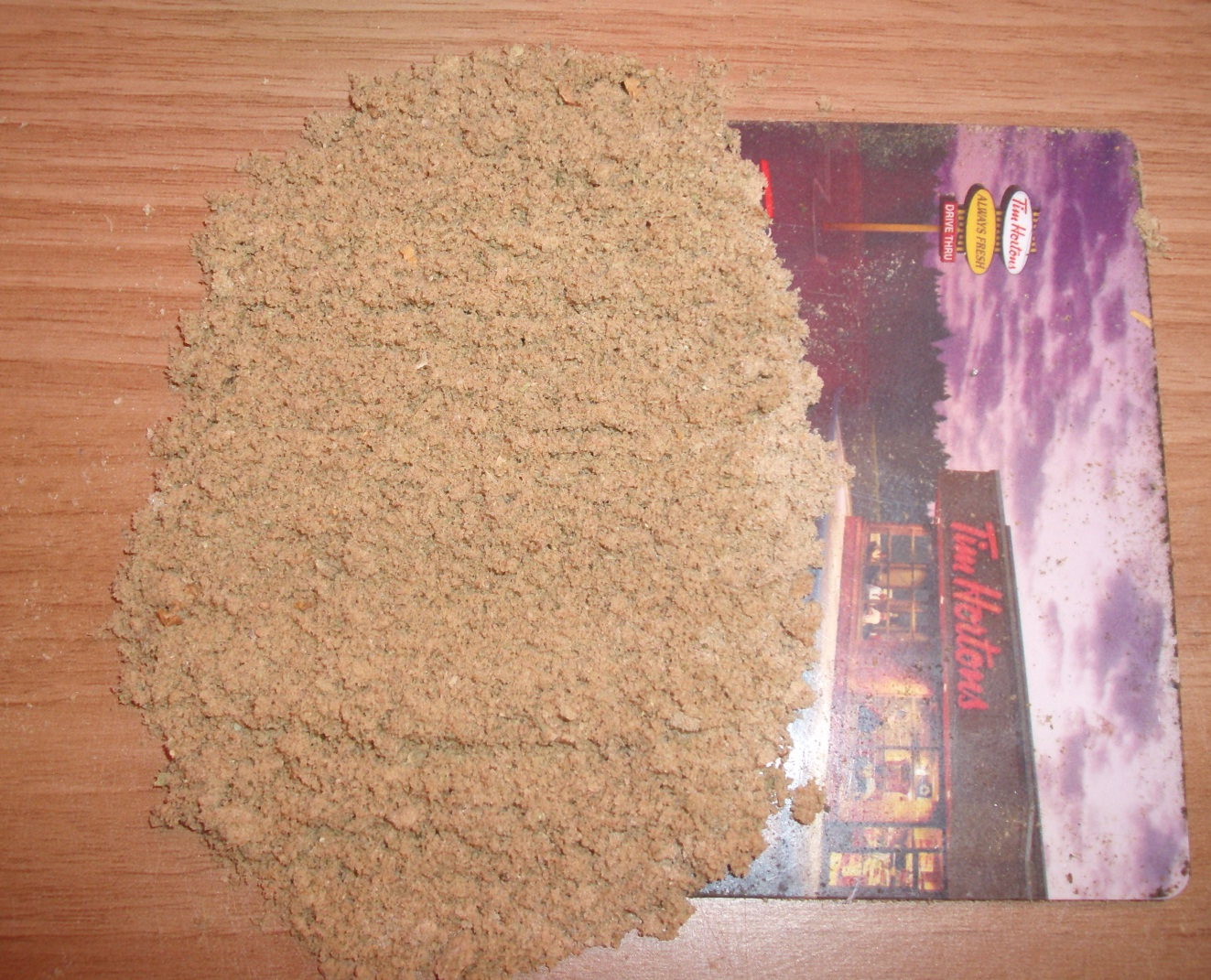
Kief collected from a coffee grinder

## انظر ايضا
- القنب
- الماريجوانا